# Protaetia celebica
Protaetia celebica är en skalbaggsart som beskrevs av Wallace 1867. Protaetia celebica ingår i släktet Protaetia och familjen Cetoniidae. Inga underarter finns listade i Catalogue of Life.